# موسیقی (آلبوم)
«موسیقی» (به انگلیسی: Music) یک آلبوم از هنرمند اهل ایالات متحده آمریکا مدونا است که در سال ۲۰۰۰ میلادی منتشر شد.